# 沙巴茲·奈皮爾
沙巴茲·波茲·內皮爾（英語：Shabazz Bozie Napier，1991年7月14日—）為波多黎各裔美國男子籃球運動員，他在2014年NBA選秀第24順位被夏洛特黃蜂選中，隨後被交易至迈阿密热火。內皮爾大學時期效力於康乃狄克大學哈士奇隊，曾在2011及2014年贏得兩座全國錦標賽冠軍。2010–11年NCAA錦標賽賽季期間，內皮爾擔任哈士奇隊的核心人物並入選大東聯盟最佳新秀陣容。接著在大三那年的NCAA賽季，入選大東聯盟最佳陣容第一隊。
2013－2014年賽季，內皮爾入選美国竞技联盟最佳陣容第一隊，並獲選為首屆美國競技聯盟年度最佳球員。2014年，他再度成為康乃狄克大學四年內二度贏得NCAA聯賽冠軍的關鍵人物，並獲選為年度最傑出球員。

## 早年生活
內皮爾生於美國麻薩諸塞州羅克斯伯里， 母親卡門·貝拉斯克斯（Carmen Velasquez）為波多黎各人，家中還有姊姊蒂塔娜·貝拉斯克斯（Titana Velasquez）及哥哥蒂米·巴羅斯（Timmie Barrows）。他在波士頓的傳教山計畫中長大，在此成長的過程中開始愛上籃球。

## 高中生涯
起初，內皮爾於麻薩諸塞州查爾斯頓的查爾斯頓高中就讀兩年，之後便轉學至格罗顿的勞倫斯學院並重讀高二。2010年，高三的內皮爾在新英格蘭預科學校C級聯賽冠軍賽中取得23分、8次抄截，帶領勞倫斯學院擊敗聖馬可中學贏得冠軍，創下29勝0敗未嘗敗績的賽季，內皮爾也在賽後獲選為該賽季的最有價值球員。
內皮爾被Rivals.com評為4星新生，在2010年的控球後衛中名列第25，全國總排名位居第98名。
2014年1月，查爾斯頓高中退役內皮爾的球衣。

## 大學生涯

### 大一賽季

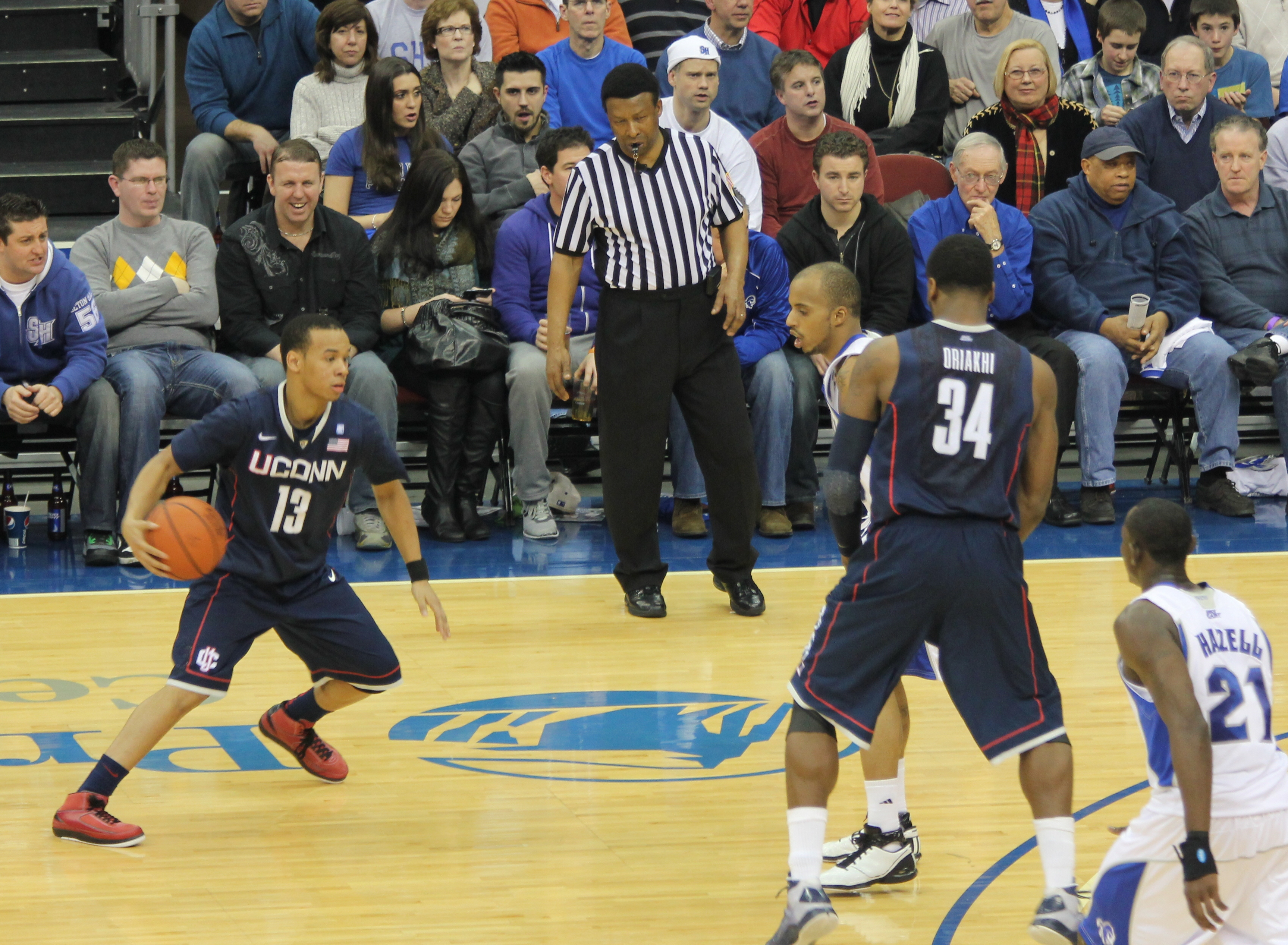
內皮爾在隊友阿歷克斯·奧里亞哈的掩護下準備運球過人。

從預科學校畢業後，內皮爾選擇進入由吉姆·卡爾霍恩教練執教的康乃狄克大學就讀。2010－11年賽季，大一的內皮爾擔任肯巴·沃克的替補，板凳上場41場並取得場均7.8分、3次助攻及1.8次抄截的成績。例行賽季結束後，內皮爾與隊友杰里米·兰姆一同入選大東聯盟最佳新秀陣容。
內皮爾在四強賽對陣肯塔基大學時投進兩顆關鍵罰球，幫助球隊晉級總決賽。內皮爾在本季為求隊做出相當的貢獻，致使康乃狄克大學以32勝9負（聯盟賽9勝9負）的戰績結束本賽季，取得2011年大東聯盟冠軍及全國總冠軍。

### 大二賽季
升上大二前的暑假，內皮爾獲邀加入2011年世界大學生夏季運動會培訓隊。然而，他最終並未入選美國代表隊。內皮爾於大二升上先發陣容，並在季前入選大東聯盟榮譽隊（Honorable Mention）及鮑伯·庫西獎候選名單。他在本季繳出更加亮眼的成績，場均得分13分、5.8次助攻、3.5個籃板及1.6次抄截。
2011年11月20日，內皮爾在對上寇平州立大學的比賽中以22分、12籃板及13助攻的成績，取得他生涯的首次大三元（亦為康乃狄克大學男子籃球隊史上的第9次）。康乃狄克以第9種子晉級錦標賽，不過卻在第二輪敗給愛荷華州立大學，哈士奇隊本季取得20勝14敗（聯盟賽8勝10負）的成績。升上大三前，隨著總教練吉姆·科爾霍恩的退休，加上康乃狄克大學因為學業成長率過低被剝奪參與下一賽季季後賽的資格，使得內皮爾曾考慮轉隊，最終，他仍然續留於哈士奇隊。康乃狄克聘用隊上助理教練凯文·奥利取代離職的科爾霍恩，成為該隊2012–13年賽季總教練。

### 大三賽季
2012－13年賽季，內皮爾與隊友萊恩·博特賴特擔任球隊後衛搭檔，兩人平均每場共取得33分及9次助攻，傑出的表現被視為當時全國的最佳後衛組合之一。內皮爾在對上帝博大學的比賽中，取得他生涯的第1000分得分。內皮爾於延長賽的表現也相當卓越，在共計45分鐘的延長賽內取得55分，幫助球隊在7場進入延長賽的比賽中取得5場勝利。內皮爾本季場均17.1分、4.6次助攻、4.4個籃板及2.0次抄截。
例行賽結束後，內皮爾入選全美籃球作家協會第一區的最佳陣容（All-USBWA District 1）及年度最佳球員。此外，內皮爾也入選全大東聯盟最佳陣容第一隊，並入圍大東聯盟年度最佳球員候選名單。儘管喪失進入季後賽的資格，在總教練凱文·奧利首年執教下，內皮爾仍幫助哈士奇隊拿下20勝10敗（聯盟賽10勝8負）的成績。

### 大四賽季
2013年4月26日，大四的內皮爾與隊友萊恩·博特賴特及德安德魯·丹尼爾斯決定繼續效力於哈士奇隊。內皮爾事後表示，因為他想取得學位並帶領隊友重返NCAA錦標賽，所以才決定續留該隊。2013年11月11日，內皮爾在對上耶魯大學的比賽中取得14分、11籃板及10助攻的成績，完成他生涯的第2次大三元（康州大學隊史上第10次）。內皮爾帶領球隊在2K體育經典賽中奪冠，並贏得錦標賽MVP。2013年12月2日，內皮爾在讀秒階段投進致勝壓哨兩分球，幫助球隊以65比64擊退來訪的佛羅里達大學。
例行賽結束後，內皮爾入選全美国竞技联盟最佳陣容第一隊，並獲頒首屆美國競技聯盟年度最佳男子籃球運動員。此外，他連續第二年蟬聯全美籃球作家協會第一區年度最佳球員，同時也獲選為伍登獎、美聯社、美國籃球作家協會及美國大學籃球教練協會全美最佳陣容第一隊，以及體育新聞第二隊。
康乃狄克大學以第7號種子進入NCAA錦標賽，在總教練凱文·奧利第二年的執教下，依序擊敗聖約瑟夫大學、維拉諾瓦大學及愛荷華州立大學，並在東區冠軍賽戰勝密西根州立大學，內皮爾更獲選為東區最傑出球員。內皮爾在四強賽取得12分、6次助攻的成績，帶領哈士奇隊擊退對手佛羅里達大學，闖進全國總決賽。2014年4月6日，內皮爾獲選為鮑伯·庫西獎年度最佳控球後衛。4月7日，哈士奇隊於總冠軍賽以60比54戰勝肯塔基大学，內皮爾本場取得22分、6個籃板、3次抄截並獲選為最傑出球員。康乃狄克大學本季取得32勝8敗（聯盟賽12勝6敗）的戰績，內皮爾取得場均18.0分、5.9個籃板、4.9次助攻及1.8次抄截。冠軍賽後，內皮爾的13號球衣也在哈士奇隊退役。
內皮爾與他的康州大學隊友尼爾斯·吉費及泰勒·奧蘭德（Tyler Olander）成為一級男子籃球賽歷史上，僅有的三位曾在大一及大四皆贏得全國冠軍的球員。內皮爾成為康州大學歷史上，首位在大學生涯取得1,500分及500次助攻的球員。他的大學生涯共取得1,959分，畢業時名列康州大學得分榜第四位，260次三分球得分及251次抄截紀錄名列隊史第二，143場出賽及509次罰球得分則位居排行榜首位，而646次助攻排上隊史第三名。

### 大學數據
| 賽季       | 球隊     | GP | GS | MPG  | FG%  | 3P%  | FT%  | RPG | APG | SPG | BPG | PPG  |
| ---------- | -------- | -- | -- | ---- | ---- | ---- | ---- | --- | --- | --- | --- | ---- |
| 2010－11年 | 康乃狄克 | 41 | 0  | 23.8 | .370 | .326 | .771 | 2.4 | 3.0 | 1.6 | .1  | 7.8  |
| 2011－12年 | 康乃狄克 | 34 | 31 | 35.0 | .389 | .355 | .743 | 3.5 | 5.8 | 1.6 | .3  | 13.0 |
| 2012－13年 | 康乃狄克 | 28 | 26 | 37.3 | .441 | .398 | .819 | 4.4 | 4.6 | 2.0 | .1  | 17.1 |
| 2013－14年 | 康乃狄克 | 40 | 40 | 35.1 | .429 | .405 | .870 | 5.9 | 4.9 | 1.8 | .3  | 18.0 |

## 職業生涯

### 邁阿密熱火（2014－2015年）
2014年6月24日，內皮爾在2014年NBA選秀第24順位被夏洛特黃蜂選中，選秀會當晚便被交易至迈阿密热火。內皮爾在7月18日正式與熱火簽下合約。<2014年12月13日，他在本季為熱火出戰23場後，被下放至發展聯盟蘇瀑天空力量。他在12月15日回歸熱火，不久後又於30日被下放，最終在2015年1月7日再度回歸隊上。2月20日，內皮爾取得本季最佳的18分得分，外加7個籃板及6次助攻，幫助球隊以111比87擊退纽约尼克斯。
2015年4月1日，內皮爾因進行完運動型疝氣手術治療後進入傷兵名單，將缺席本季例行賽剩餘場次。他在7月舉辦於奧蘭多及拉斯維加斯的夏季聯盟前及時復出。

### 奧蘭多魔術（2015－2016年）
2015年7月27日，熱火為了減輕課稅負擔，將內皮爾交易至奥兰多魔术並換取一支2016年二輪籤。2015年11月11日，他在對上洛杉磯湖人的比賽中，取得生涯最高22分，幫助球隊以101比99擊敗來訪的對手。

### 波特蘭拓荒者（2016至2018年）
2016年7月7日，魔術將內皮爾交易至波特兰开拓者換回現金。2017年4月10日，他在對陣圣安东尼奥马刺的比賽中，取得生涯新高32分，幫助球隊以99比98擊敗來訪的對手。
2017年12月28日，內皮爾頂替受傷的达米恩·利拉德，先發上場的他在第四節取得15分，終場創造本季新高23分，幫助拓荒者以114比110擊敗來訪的费城76人。

## NBA生涯數據

### 例行賽
| 賽季    | 球隊         | GP  | GS | MPG  | FG%  | 3P%  | FT%  | RPG | APG | SPG | BPG | PPG |
| ------- | ------------ | --- | -- | ---- | ---- | ---- | ---- | --- | --- | --- | --- | --- |
| 2014–15 | 邁阿密熱火   | 51  | 10 | 19.8 | .382 | .364 | .786 | 2.2 | 2.5 | .8  | .1  | 5.1 |
| 2015–16 | 奧蘭多魔術   | 55  | 0  | 10.9 | .338 | .327 | .733 | 1.0 | 1.8 | .4  | .0  | 3.7 |
| 2016–17 | 波特蘭拓荒者 | 53  | 2  | 9.7  | .399 | .370 | .776 | 1.2 | 1.3 | .6  | .0  | 4.1 |
| 生涯    | 生涯         | 159 | 12 | 13.4 | .373 | .354 | .767 | 1.4 | 1.8 | .6  | .0  | 4.3 |

### 季後賽
| 賽季 | 球隊         | GP | GS | MPG  | FG%  | 3P%  | FT%  | RPG | APG | SPG | BPG | PPG |
| ---- | ------------ | -- | -- | ---- | ---- | ---- | ---- | --- | --- | --- | --- | --- |
| 2017 | 波特蘭拓荒者 | 4  | 0  | 11.8 | .421 | .455 | .750 | 1.0 | .8  | .5  | .0  | 6.8 |
| 生涯 | 生涯         | 4  | 0  | 11.8 | .421 | .455 | .750 | 1.0 | .8  | .5  | .0  | 6.8 |

## 外部連結
- 沙巴茲·內皮爾在fiba.basketball（英语）
- 沙巴茲·內皮爾在NBA（英语）
- 沙巴茲·內皮爾在德國籃球甲級聯賽（德语）
- 沙巴茲·內皮爾在Basketball-Reference.com（NBA）（英语）
- 沙巴茲·內皮爾在Basketball-Reference.com（NBA G聯盟）（英语）
- 沙巴茲·內皮爾在Sports-Reference.com（NCAA）（英语）
- 沙巴茲·內皮爾在ESPN（NBA）（英语）
- 沙巴茲·內皮爾在Eurobasket.com（球員）（英语）
- 沙巴茲·內皮爾在RealGM（英语）
- 沙巴茲·內皮爾在Proballers（英语）
- 康乃狄克大學球員資訊：uconnhuskies.com